# Тихонов, Александр Александрович
Тихонов Александр Александрович

## Биография и творчество
Александр Тихонов родился в 1983 году в Москве.
В возрасте четырёх лет стал посещать занятия хореографией в детском ансамбле «Школьные годы».
В 1993 году поступил обучаться в Московскую Государственную Академию Хореографии. Познавал навыки профессии до 1998 года. 
С 1998 года связал себя с Государственным академическим ансамблем народного танца имени Игоря Моисеева, поступил на обучение в училище при ансамбле. 

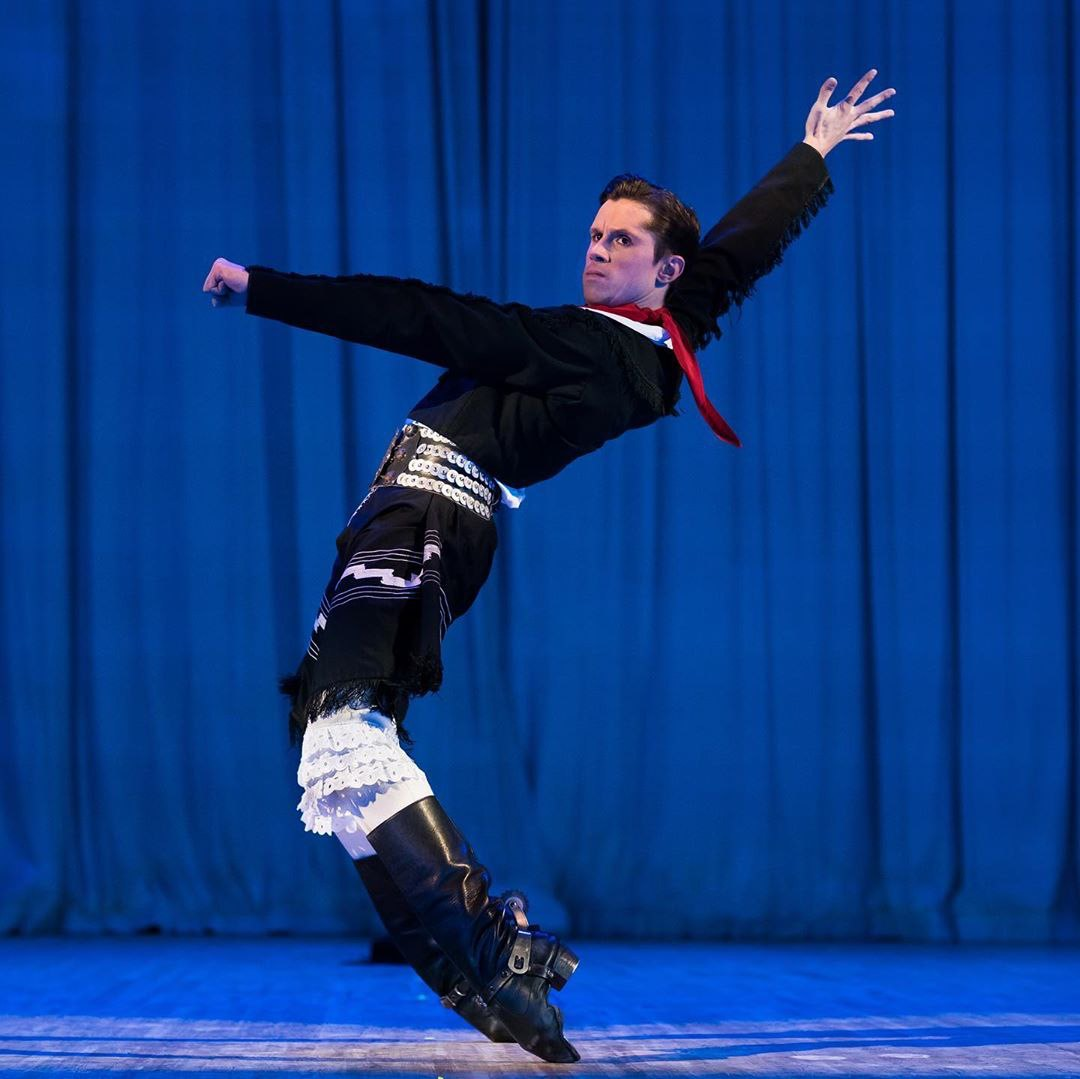
Танец Аргентинских пастухов «Гаучо»

С 2000 года работает артистом Государственного академического ансамбля народного танца имени Игоря Моисеева. 
Во Всероссийском конкурсе артистов балета и хореографов, в номинации «Характерный танец» был удостоен первой премии.
Объявлена благодарность Министерства культуры Российской Федерации.
Звания «Заслуженный артист Российской Федерации» удостоен в 2012 году.
В 2016 году ему был вручен профессиональный балетный приз «Душа танца» в номинации «Звезда народного танца».
Указом Президента Российской Федерации от 30 марта 2020 года, присуждено звание Народный артист России.
Имеет диплом об окончании высшего образования.

## Награды и премии
- 2012 — Заслуженный артист Российской Федерации - за заслуги в области музыкального и хореографического искусства
- 2016 — Профессиональный балетный приз «Душа танца» в номинации «Звезда народного танца»
- 2020 — Народный артист Российской Федерации

## Фотографии

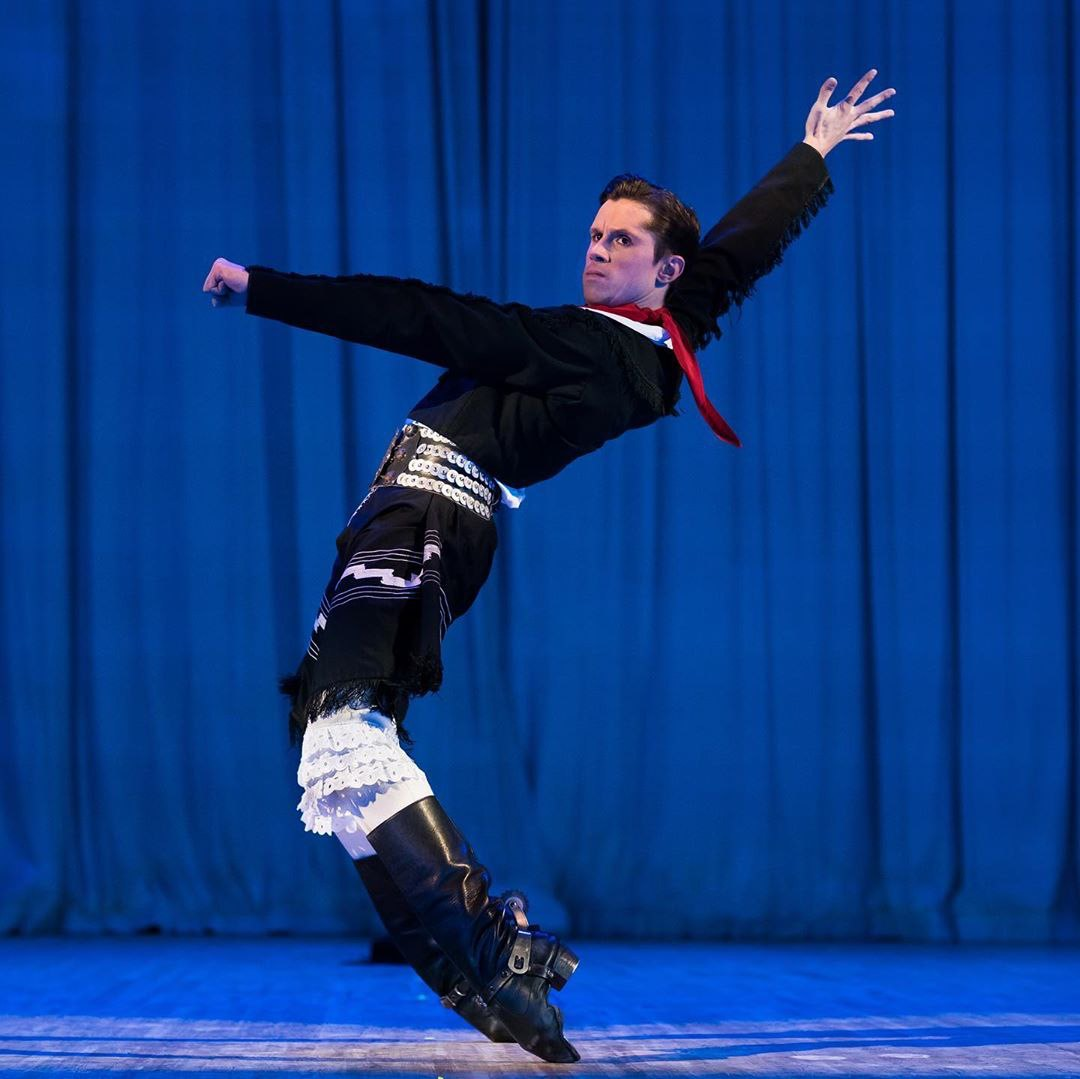
Танец Аргентинских пастухов «Гаучо»
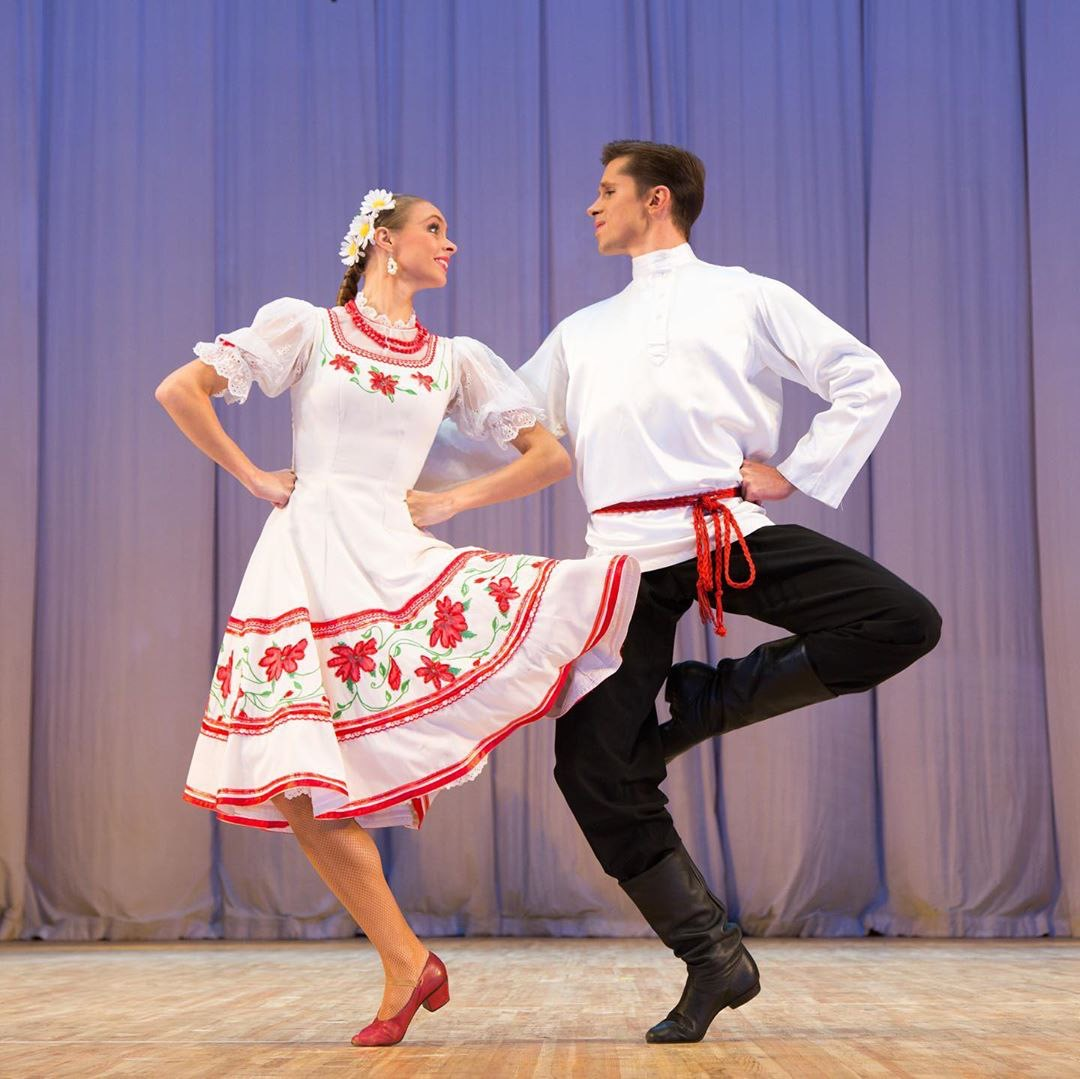
Русский танец «Лето»
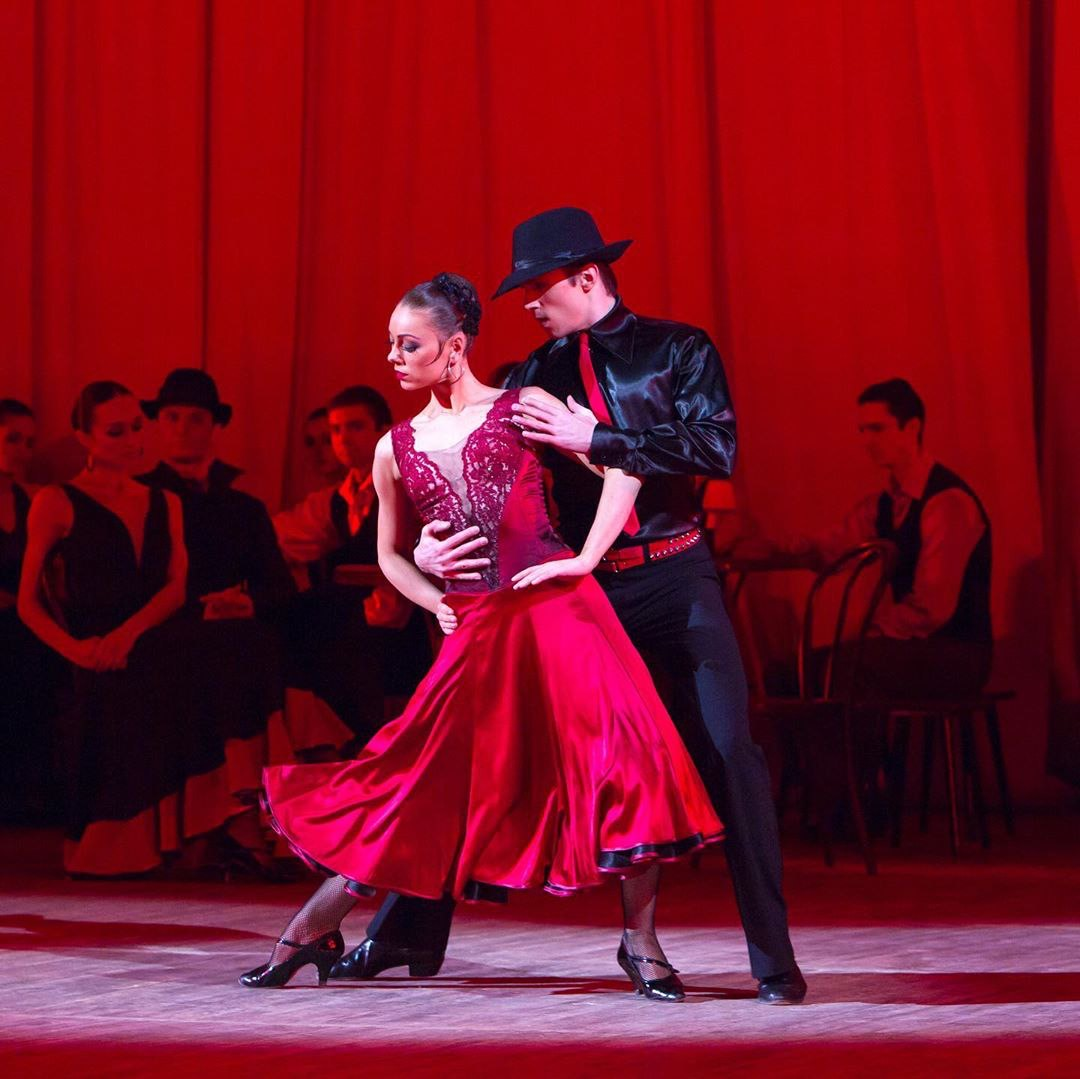
Вечер в Таверне (Гангстер и девушка)
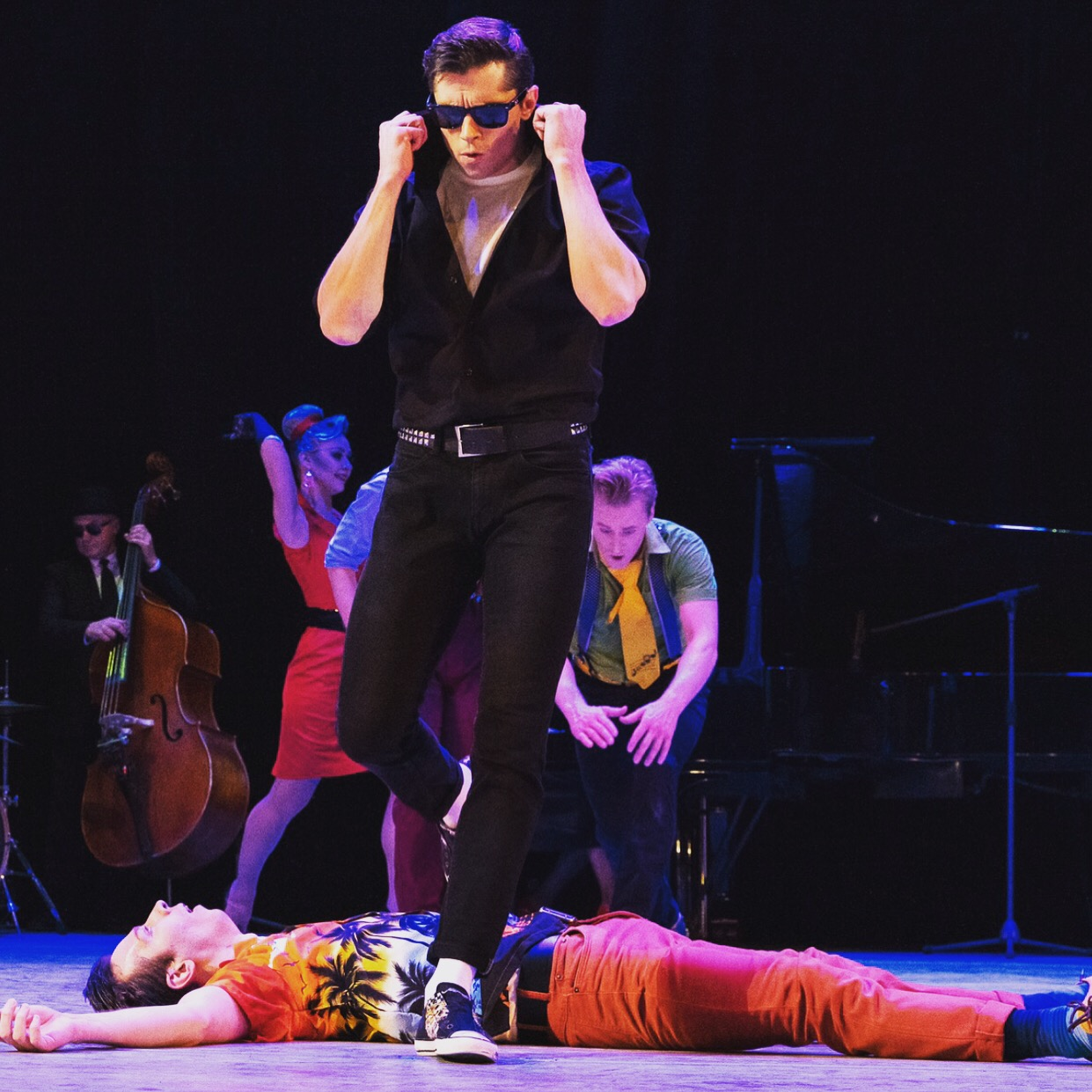
Хореографическая картина «Рок н ролл»
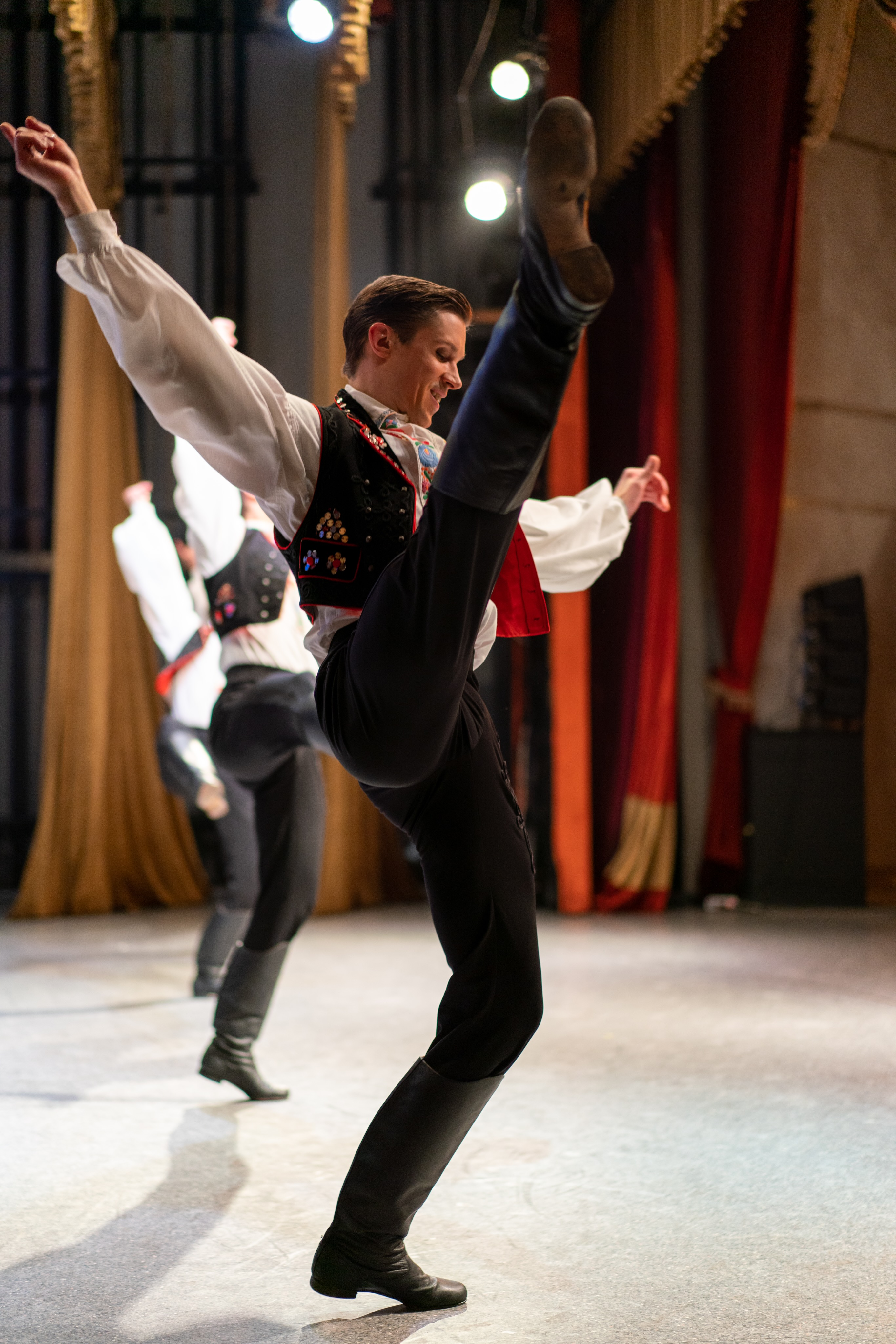
Венгерский танец «Понтозоо»